# Posada
Posada (po'zad̪a, Pasada in sardo) è un comune italiano di 3 068 abitanti della provincia di Nuoro e il capoluogo storico della Baronia.

## Storia

### Primordi
La presenza umana nell'area di Posada si attesta già durante il Neolitico, ma più chiare sono le tracce risalenti al periodo nuragico: si é ipotizzato che nell'area dove oggi sorge il Castello della Fava, vi sia stato un protonuraghe, a sud-est del quale si sviluppava un villaggio nuragico. Il bisogno da parte della popolazione nuragica di controllare il territorio circostante è testimoniato anche dalla presenza dei ruderi di un altro nuraghe sul Monte Idda, anch'esso con villaggio annesso. Si ipotizza che anche sul Monte Furcas vi sia stato un nuraghe, ma non ve ne sono rimaste tracce.

### Feronia ed età romana

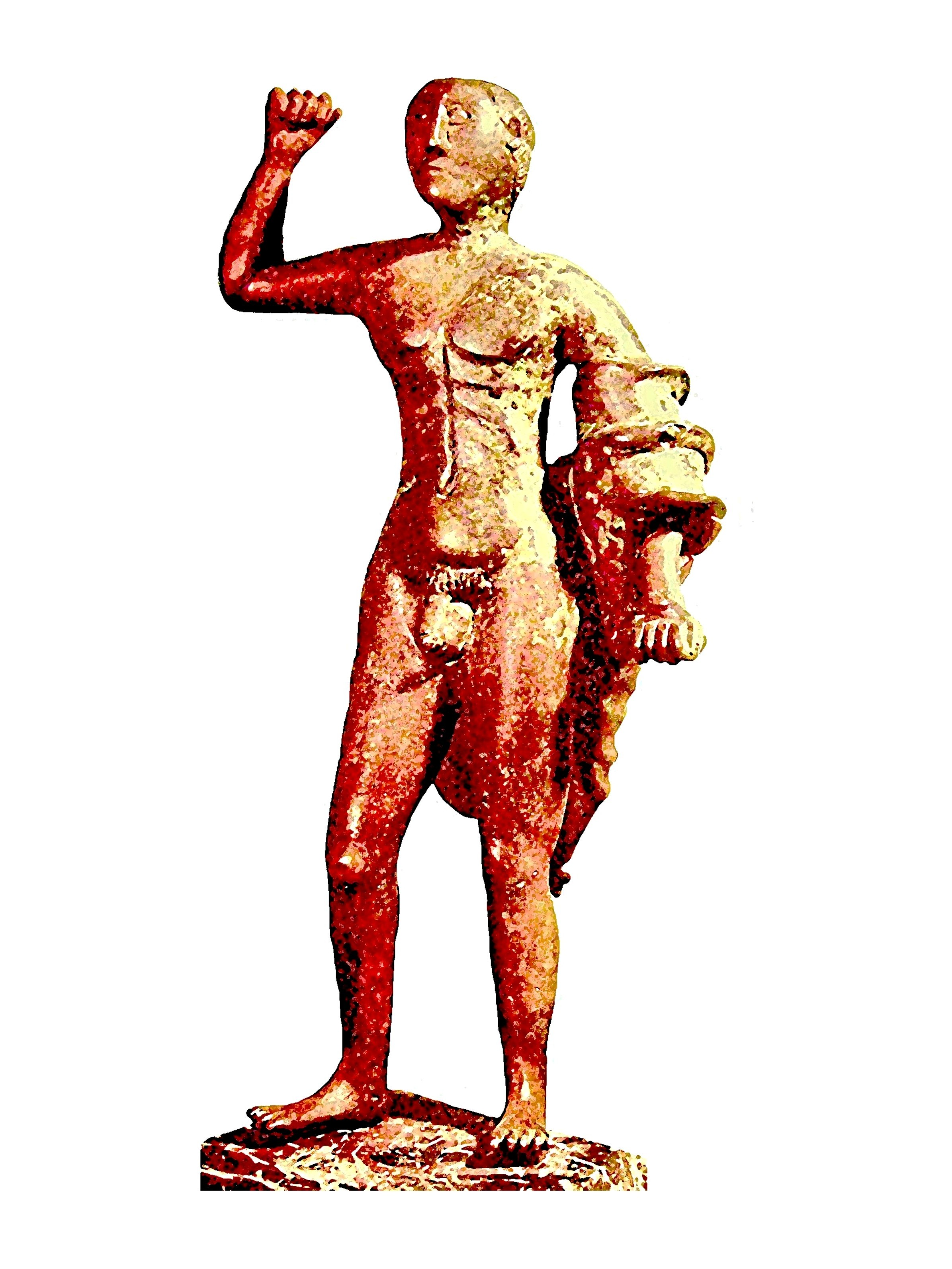
Statuina raffigurante Ercole rinvenuto a Posada. Cagliari, Museo Archeologico Nazionale.

L'area posadina fu frequentata in maniera occasionale dai fenici e in maniera più stabile dai punici, contatti finalizzati probabilmente al commercio delle risorse minerarie dell'immediato entroterra posadino.
La costa orientale della Sardegna, dove è ubicato Posada, rappresenta verosimilmente la zona dove vi furono i primi contatti tra la Sardegna e il mondo romano-etrusco, ben prima dell'occupazione militare dell'isola da parte romana nel 238 a.C. Infatti nell'area di Posada, nell’opera geografica di Claudio Tolomeo si riscontra un'antica città chiamata Feronia, chiamato così in onore della dea Feronia. Questo centro italico-etrusco (verosimilmente falisco) è collegato probabilmente al primo tentativo di colonizzazione della Sardegna attuato dai Romani già in epoca punica. Diodoro Siculo riferisce dell'invio sull'isola di 500 coloni romani tra il 378 e il 377 a.C. (un secolo prima della conquista). Questa supposizione sarebbe confermata dal rinvenimento nel 1923 presso Posada, in località sconosciuta di una statuetta in bronzo rappresentante Ercole, datato tra la fine del V e gli inizi IV secolo a.C, la cui presenza ben si accorda con il culto di Feronia e che potrebbe essere stata portata in Sardegna da coloni romani (o italici) oppure dai mercenari campani a servizio di Cartagine. La presenza romana nella zona posadina è testimoniata anche dal ritrovamento di blocchi calcarei squadrati di origine non locale e dal rinvenimenti di ceramica a vernice nera.
Il sito nel quale era localizzata questa antica città è sconosciuto, ma le teorie più accreditate tendono a collocarla alla foce del Posada (che in quell'epoca era molto probabilmente più vicino all'abitato attuale), con un insediamento anche sulla collina e alla base del sito dove sorge oggi il castello. Nemmeno la sopravvenienza dei Romani dovette esser cagione della scomparsa del sito, poiché le carte nautiche che lo richiamano sono di molto successive al loro arrivo.
In età romana imperiale compare nell'Itinerarium Antonini nella zona di Posada Portus Luguidonis (o Portus Liquidonis), la cui ubicazione non è nota ma le teorie più accreditate lo localizzano a Santa Lucia o in località San Giovanni. In qualunque caso si esclude l'identificazione di Portus Luguidonis con Feronia.

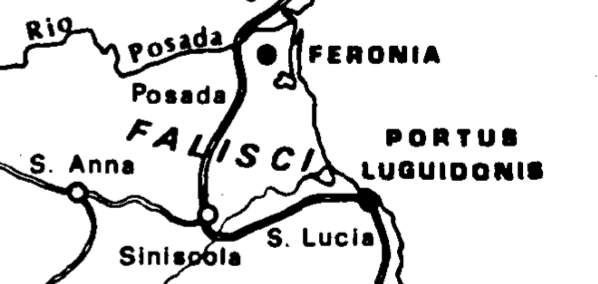
Feronia e Portus Luguidonis

È interessante notare che Portus Luguidonis  era al tempo un vivace centro di scambio con i mercati dell'interno, fungendo da tappa intermedia con Olbia; a Olbia infatti giungeva il naviglio di grosso tonnellaggio proveniente da Ostia e dagli altri porti tirrenici, e da Olbia proseguiva con natanti più agili per il Portus Liquidonis, dove sarebbe stato sbarcato per proseguire via terra verso il Nuorese lungo le valli che costeggiano il Monte Albo. Il percorso nautico era estremamente periglioso, data la conformazione delle coste, rocciose, con innumerevoli scogli affioranti e sferzate da un tremendo vento di maestrale o di scirocco; i Romani, pertanto, prevedevano realisticamente, e conseguentemente già calcolavano, una perdita di un terzo del naviglio viaggiante fra queste due destinazioni, che in realtà distano fra loro circa una trentina di miglia nautiche.
Nelle acque intorno a Posada, i pescatori a metà del Novecento hanno riferito di numerosi ritrovamenti di opere marmoree e bronzee, statue e altri lavori presumibilmente destinati all'arredamento di dimore di rappresentanti dell'Urbe. Tali reperti, nella non consapevolezza del loro potenziale valore, venivano semplicemente spostati in zone non navigabili o verso il mare aperto, essendo la loro esigenza primaria quella di salvaguardare le reti.

### Il periodo giudicale
Nel primo medioevo inizia a diffondersi il nuovo nome di Pausata (poi confluito nello spagnolesco attuale), anche nelle varianti Possata, Pasada (come in sardo), Passata (latino volgare), toponimo che deriva direttamente dal verbo latino pausare ovvero posare, riposare, fermarsi, intendendo così un luogo il cui destino è quello di sosta, tappa di viaggio, stazione di cambio cavalli, nodo di scambio fra trasporto terrestre e marittimo. Luogo di frontiera, dunque, fra terra e mare, ma anche fra "terre" e "terre".
Una minoranza di studiosi riferiscono che il nome Pausada potrebbe derivare dall'antico nome Phausiana (o Fausania) che viene di solito riferito all'antica Olbia e non invece all'attuale Posada. Il nome inoltre, così come si vuole per tante altre località poste alla foce di un fiume potrebbe significare proprio questo: "luogo dove il fiume (formando stagni prima di sfociare in mare) si posa", secondo la quale era localizzata la sede vescovile prima diocesi gallurese.

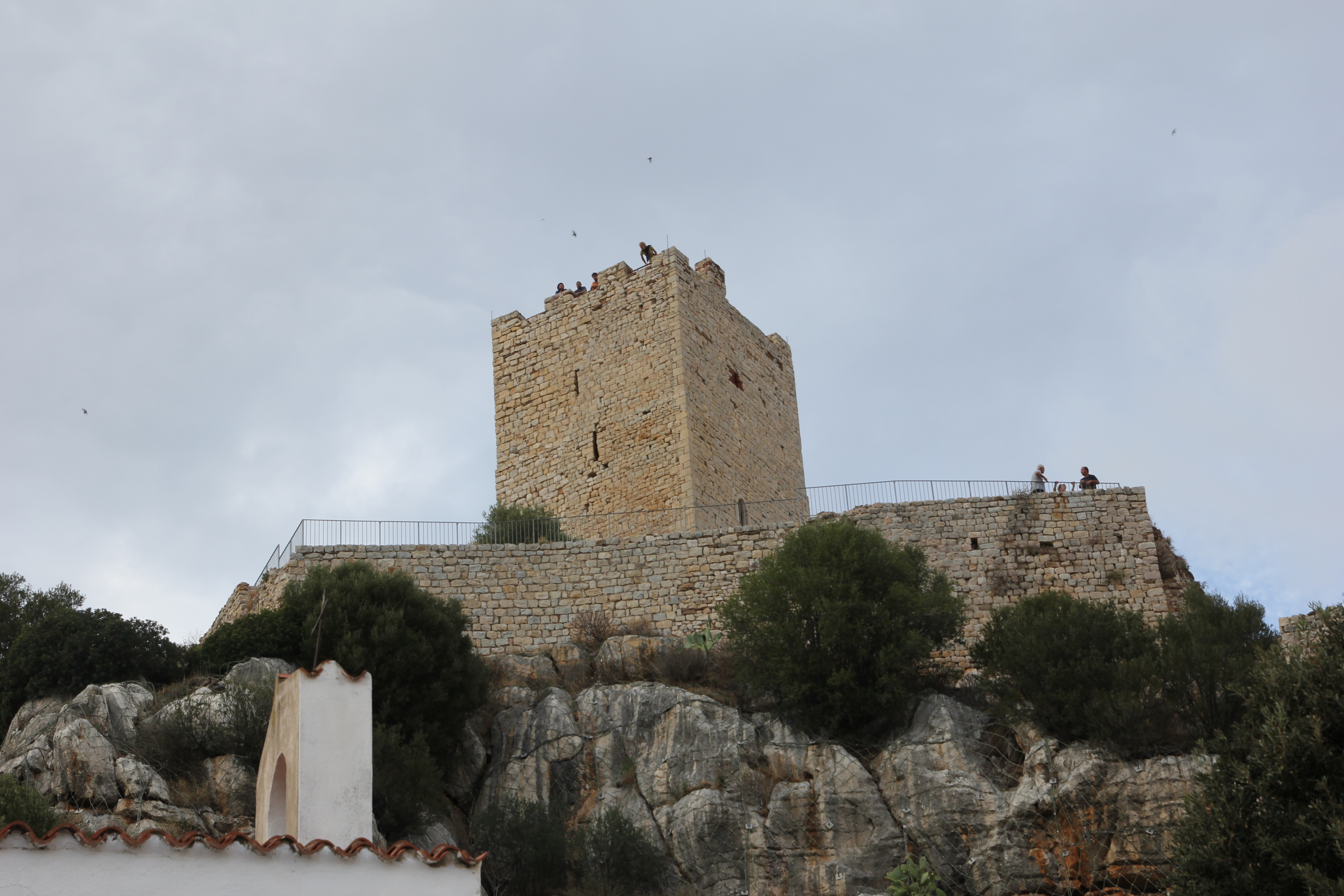
Il castello della Fava

La prima attestazione documentale della villa medioevale di Posada è del 1095, quando in una bolla di papa Urbano II nomina la "corte" di Santo Stefano di Pausade (popolarmente chiamata "sa Cathedrale"), che viene confermata fra le disponibilità dei monaci benedettini cluniacensi dell'abbazia di San Vittore di Marsiglia, i "Vittorini". Nel 1088 era stato Gregorio VII a darla loro in concessione perché divenisse sede di priorato e ospedale. Questo documento è seguito da altre due bolle di conferma nel 1135 e una nel 1218.. Queste limitate notizie, seppur informando dell'esistenza di importanti strutture ecclesiastiche a Posada, non sono in grado di chiarire la nascita dell'antica villa o dell'attuale borgo di Posada. Il motivo della confusione è dettato dal fatto che le prime fonti dirette che parlano di Posada, come ad esempio il Liber Fondachi risalgono al XVI secolo e in questa documentazione il borgo di Posada risulta essere un'entità distinta rispetto al castello; infatti la Posada medievale potrebbe essere identificata, grazie ad alcuni ritrovamenti archeologici, nell'attuale rione di Santa Caterina, collocato a occidente rispetto al castello. Nell'antico borgo di Posada erano localizzate diverse chiese parrocchiali documentate dalle fonti antiche e questo proverrebbe l'esistenza di una antica suddivisione in rioni (secondo uno schema di un abitato a grappolo) dell'antico borgo. 
Ai Giudici di Gallura si deve in una data imprecisata, la costruzione del castello della Fava, la cui prima attestazione risale alla Carta Pisana della fine del XIII secolo, che nel corso della guerra sardo-catalana fu conquistato e riperso più volte dai contendenti e che il Fara definì nel XVI secolo  "multis proeliis clarum […] natura et arte munitum” e del quale oggi sopravvive solamente il mastio e qualche tratto della cinta muraria.
Durante il Giudicato di Gallura e il periodo di dominazione pisana, Posada fu il capoluogo della curatoria omonima, che oltre a centri ancora esistenti come la stessa Posada, Siniscola, Lodè e Torpè, comprendeva dei villaggi oggi scomparsi e i cui nomi sono pervenuti tramite il Liber Fondachi. I nomi di questi villaggi erano Arischion, Sulla, Locholle, Tamarispa, Sortinissa, Gurguray, Panana, Ossio e Filluri.  Sull'effettiva ubicazione di tali siti vi sono solo delle congetture che mancano però di riscontri validi: ad esempio le fonti del XVI secolo collocano Sulla a nord di Posada, nei pressi dell'attuale frazione di Sas Murtas , ma non sono mai stati fatti degli scavi per verificarne la notizia. 
Questi villaggi, tra la fine del medioevo e l'inizio dell'età moderna si spopolarono, per poi alla fine scomparire come altre centinaia di villaggi in Sardegna. La scomparsa di questi villaggi è imputabile a diverse cause: tra queste abbiamo cause endemiche, come le frequenti inondazioni del Rio Posada e dei suoi affluenti, che rovinavano raccolti ed edifici, i ristagni d'acqua che favorivano la diffusione della malaria, l'uso del fiume per scopi alimentari, che a causa della scarsità di acqua potabile e sorgenti comportava dei rischi per l'inquinamento dovuto alla presenza di bestiame; abbiamo cause naturali, come l'abbassamento della costa o l'innalzamento del livello del mare che unito la scarsa manutenzione di argini e canali, li esponeva a ulteriori pericolo. A queste cause poi vanno aggiunte le frequenti epidemie, gli effetti della guerra sardo-catalana e il feudalesimo, imposto dalla dominatori aragonesi.

### La Baronia
Alla caduta dell'Arborea nel 1420, il 25 Giugno 1431, Posada e la curatoria omonima furono infeudate da Alfonso V d'Aragona a Nicolò Carroz d'Arborea, membro della famiglia Carroz e futuro Vicerè di Sardegna, già Signore di Mandas e Barone di Terranova. che in questo modo divenne Barone della Fava, elevando in questo modo Posada e la curatoria omonima al rango di Baronia.
Da segnalare che Posada è stata teatro del primo sequestro di persona a scopo di estorsione della storia di Sardegna, avvenuto nel 1477.
Alla morte di Nicolò Carroz d'Arborea nel 1479, a causa della mancanza di eredi maschi, il feudo di Posada passo in mano a sua figlia, Stefania Carroz de Mur e d’Arborea, che molto probabilmente non mise mai piede in Sardegna. Anche Stefania Carroz de Mur e d’Arborea non aveva figli maschi e per questo motivo aveva disposto nel suo testamento compilato nel 1503, che alla sua morte, la Baronia passava in parti uguali in mano agli ospedali Nuestra Señora de Gracia di Saragozza e al Santa Creu di Barcellona. Alla morte della donna nel 1511, i due ospedali presero in possesso la Baronia e la mantennero fino al 1562. Durante questo periodo Posada e la sua Baronia furono soggette a continue scorrerie e predazioni da parte dei corsari barbareschi (a tal punto che 1514 all'ennesima predazione, l'amministrazione regia concesse a Torpè, Siniscola e Lodè di abbandonare le proprie case e di trasferirsi sulla rocca del castello e ricostruire qui il nuovo borgo). 
I baroni che si succedettero non ebbero mai molta cura del feudo, tanto che nel 1623, a seguito di una delle innumerevoli sanguinose predazioni, il Consiglio del Real Patrimonio d'Aragona in pratica sequestrò il feudo al legittimo titolare (Michele Portugues, il quale non vi aveva organizzato alcun sistema difensivo, cagionandone così la vulnerabilità) e lo costrinse a procedimenti giudiziari di riscatto che poi lo condussero alla perdita fallimentare della proprietà e del titolo.
Il banditismo, si diceva, condizionò le attività produttive locali, col risultato di impoverire le comunità al punto da registrarsi una tristemente celebre carestia nel 1681; in intuibile conseguenza, il Seicento fu quindi anche il secolo della peste, che - sovrapponendosi alla "tradizionale" malaria - decimò la popolazione (Torpé fu addirittura annientata) e rinfoltì a sua volta le file delle orde banditesche.
Trascorso il Settecento quasi esclusivamente nella duplice funzione di pagatrice di tasse e di fornitrice di truppe per eserciti esterni, la Baronia di Posada sarebbe poi stata l'ultimo feudo a essere riscattato dai Savoia, intorno al 1860, l'ultimo ostacolo alla composizione del Regno d'Italia.

### Il Novecento

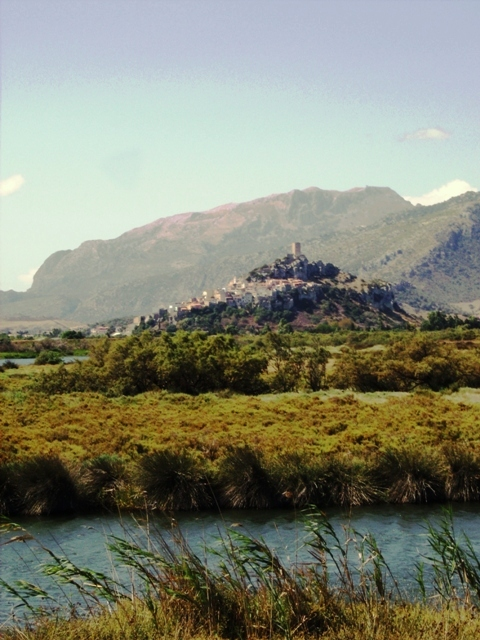
Posada vista dalla foce dell'omonimo fiume. Sullo sfondo il Monte Albo.

Il passaggio allo Stato italiano fu vissuto a Posada senza grandi entusiasmi e senza gravi danni. La nuova amministrazione di stampo piemontese prese piede in luogo della scomposta precedente organizzazione feudale e tardò a essere definitivamente accettato dalla popolazione locale.
Come altrove, anche qui fu soprattutto la trasformazione del sistema delle proprietà terriere (imposto già dal 1820 col noto "editto delle chiudende") a creare malcontenti e disordini di lento riassorbimento. Così la necessità di un riordino catastale, non compiuto per gli assetti potestativi. La successione delle modificazioni, la burocratizzazione dello Stato, non ebbero pronto adempimento intorno a Posada, e anche sotto il regime fascista vi fu una continuità del solo caos amministrativo.
Nel 1927, durante il ventennio fascista, il comune di Posada entró a far parte della neocostituita provincia di Nuoro.
Al termine della Seconda Guerra Mondiale, Posada fu parzialmente bonificata nel quadro del piano Marshall, e successivamente (ma non conseguentemente) si riavviò qualche timido processo di produzione agricola, sebbene le opportunità offerte dal territorio (particolarmente fertile grazie anche alla sua origine alluvionale) siano sottoutilizzate.
Nel 1959, le frazioni più settentrionali di Posada, cioè San Teodoro e di Budoni, divennero comuni autonomi, dopo anni in cui gli abitanti di origine gallurese di queste due frazioni richiedevano una maggiore autonomia a causa dei contrasti dovuti a differenze di lingua, di tradizione e di stile di vita con quella baroniese.
Nonostante la realizzazione di uno sbarramento sul rio Posada (diga di Maccheronis), Posada ebbe sempre a soffrire gravemente (sino a tempi recentissimi) di crisi idrica, fattore di rallentamento della produzione agricola, ma anche dello straripante successo turistico. Pur in assenza di servizi, e nella consapevolezza dell'impossibilità di fornirne, in tema di turismo fu ideata la lottizzazione del territorio rivierasco di "Paule 'e mare" (diventato San Giovanni), oggetto di un rimboschimento a pineta iniziato negli anni sessanta e di una partizione urbanistica (poi non rispettata appieno in termini di indici) che avrebbe preso corpo durante gli anni settanta del noto abusivismo edilizio. Il centro, fino a poco tempo fa sede di uno storico quanto rinomato stabilimento balneare della Polizia, superò comunque la fase edificatoria e sopperì in modi spontanei alla carenza di servizi, ed è un'ottima destinazione di villeggiatura.
Agli ultimi decenni vanno ascritte le ormai numerose iniziative di recupero del pregiato centro storico di Posada, ben rappresentativo dell'originario borgo medievale.

## Monumenti e luoghi d'interesse

### Architetture religiose

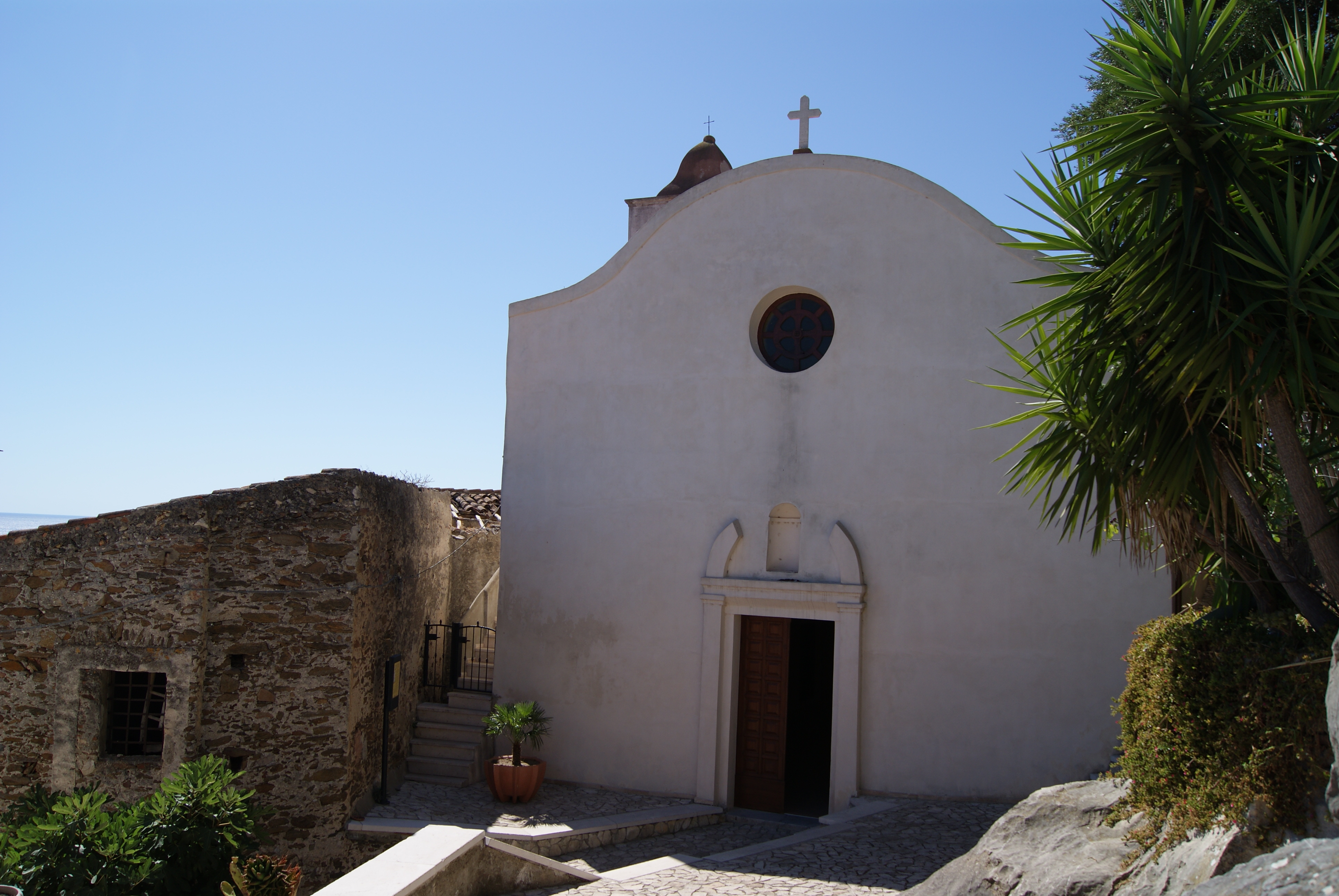
Sant'Antonio Abate

• Chiesa parrocchiale di Sant'Antonio Abate, risalente al 1300;
• Chiesa di Nostra Signora del Soccorso;
• Chiesa di Santa Lucia;
• Chiesa della Madonna del Rosario;
• Chiesa nuova di Cristo Risorto, nella frazione di San Giovanni di Posada;
• Chiesa di San Michele Arcangelo;
• Chiesa di San Salvatore da Horta, nella frazione di Sas Murtas di Posada;
• Chiesa di San Giovanni, nell'omonima frazione.

### Architetture militari
- Castello della Fava
- Torre di San Giovanni, nella frazione di San Giovanni

### Relitti
Al largo delle coste di Posada sono presenti un bombardiere della seconda guerra mondiale, una nave mercantile ed una nave romana.

### Luoghi di interesse naturalistico

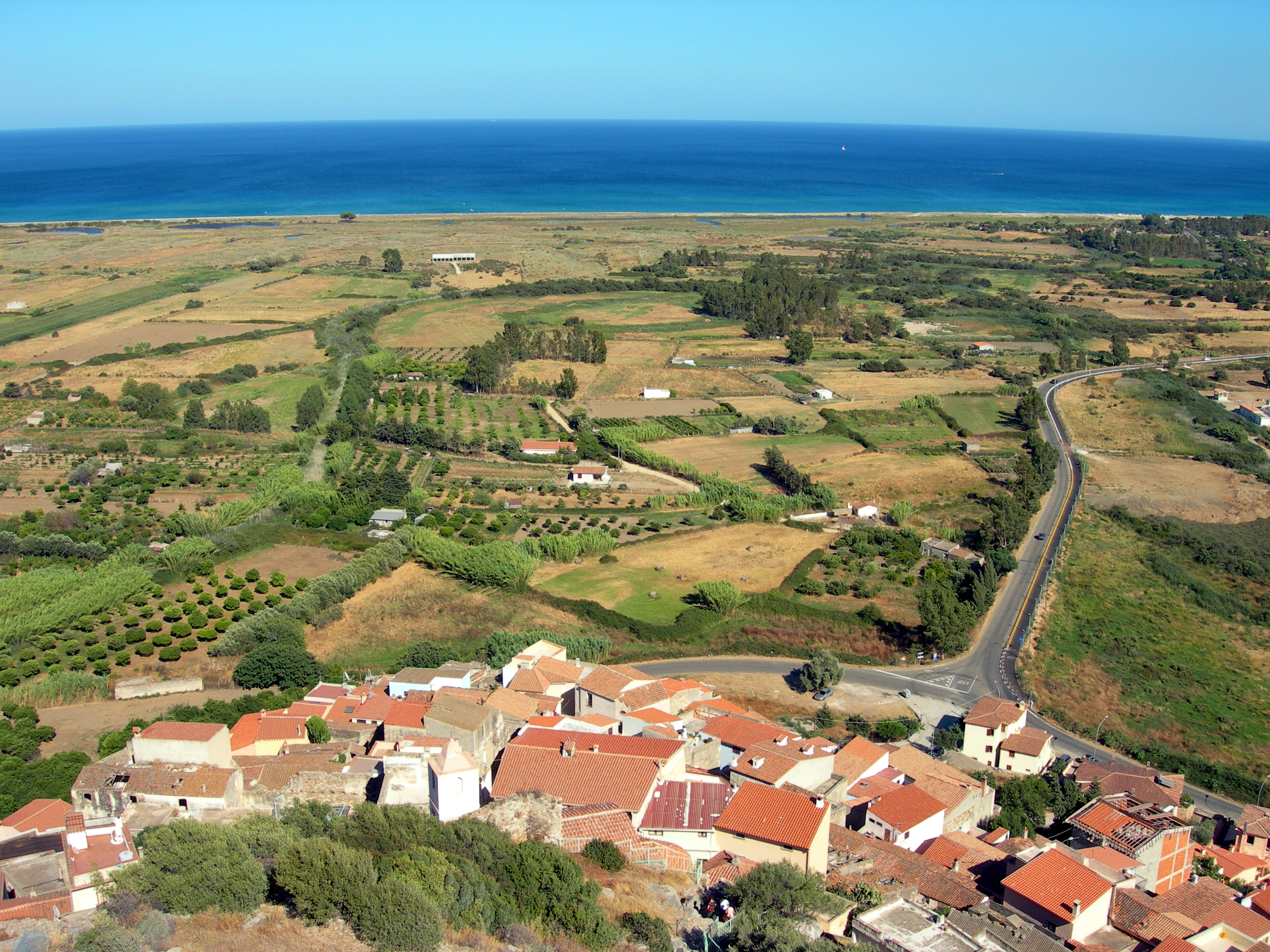
Vista da Posada

Nel comune di Posada ricade una parte del territorio del Parco naturale regionale di Tepilora, Sant'Anna e Rio Posada che ospita la valle del fiume omonimo fino alla sua foce. 
La valle di Posada, in pratica creatasi per sedimentazione alluvionale alle foci del Rio Posada, contiene numerosi spunti di interesse naturalistico, tra cui lo Stagno Longu.
Se già la peculiare conformazione geologica manteneva una certa difficoltà di accesso alle terre scoperte, il dislocamento di numerosi stagni e impaludamenti, flemme dei vari tronconi del fiume, ha certamente avuto un suo ruolo di fondamentale importanza nella preservazione di endemismi e rarità botaniche e faunistiche, avendo di fatto tenuto a bada i fisiologici processi di antropizzazione.
Anche la disinfezione antimalarica del dopoguerra effettuata dalla Fondazione Rockefeller in esecuzione del citato piano Marshall, non ha lasciato tracce evidenti del suo passaggio, non essendosi reperiti residui contaminanti (DDT) a una verifica esperita a molti anni di distanza.

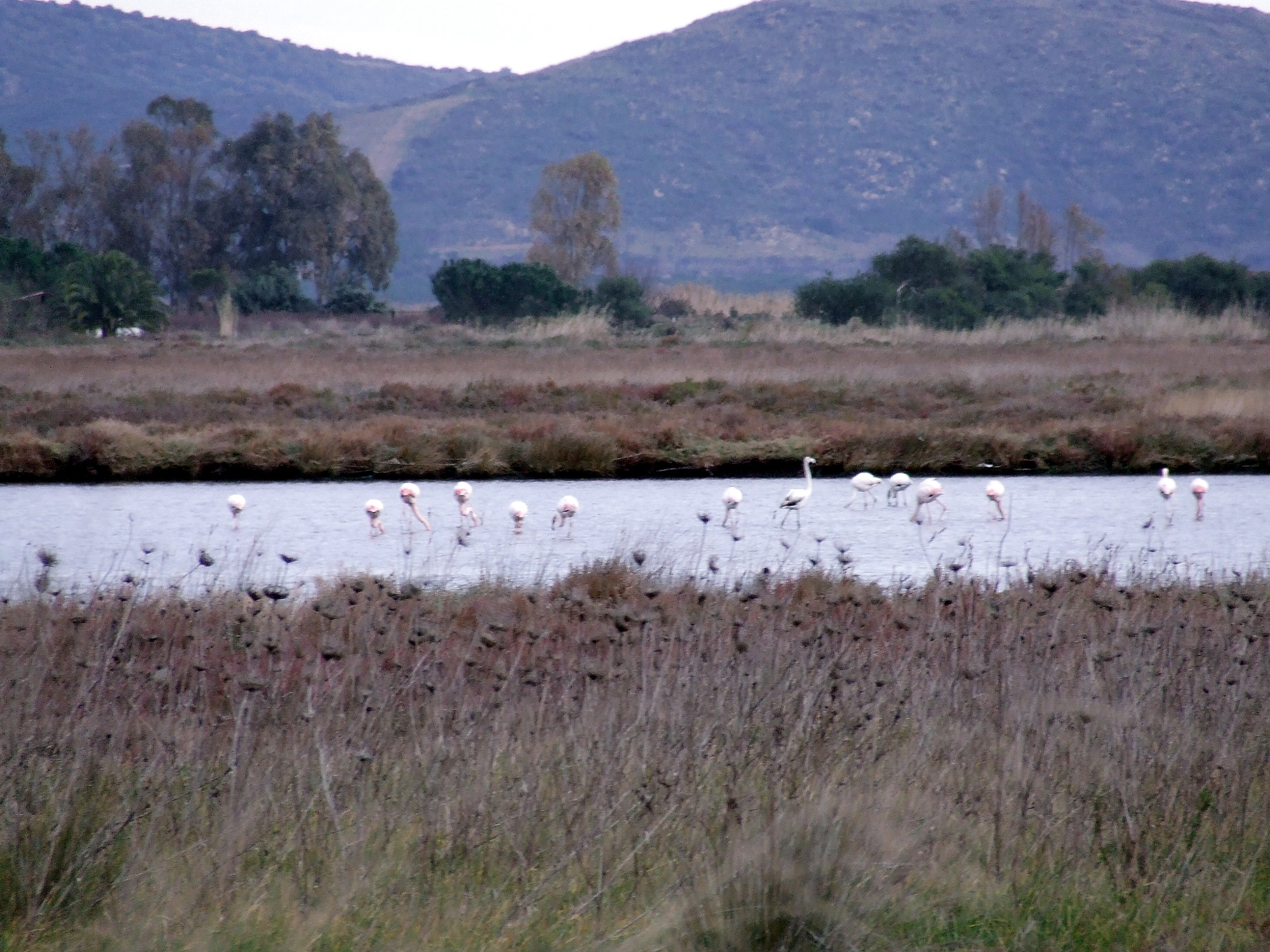
Fenicotteri nello stagno di San Giovanni (Stagno Longu), abituale punto di sosta nelle migrazioni stagionali

Così oggi è possibile praticare osservazione naturalistica, a volte senza nemmeno abbandonare le strade asfaltate, di sicuro interesse e pregio. Dalla tartaruga d'acqua dolce al cavaliere d'Italia e il pollo sultano, un rallide di colore blu intenso che nidifica da anni in alcuni luoghi del delta del fiume Posada. presente anche il maestoso falco di palude riconoscibile da una macchia bianca sul capo. Le zone offrono diversi scenari faunistici alquanto singolari, essendo quelli entomologici, ornitologici e botanici tutt'affatto unici.
Anche il mare, sebbene ormai deprivato di pesce dalla pesca a strascico, resta suggestivamente incontaminato, sia a causa delle dimensioni delle spiagge che comunque non corre rischi di affollamento (il golfo di Posada si estende, dalla punta di Orvile a Santa Lucia di Siniscola, per circa 20 km), sia per il rapporto fra la lunghezza delle spiagge e il fronte di retroterra direttamente sfruttabile (cioè le zone non umide).
Come nel resto della Sardegna, sono in corso programmi di edificazione di massiccia portata, che taluni intendono come un pericolo per l'ambiente in quanto riguardanti aree oramai prossime ai bordi delle zone umide. Questa tendenza, che peraltro non ha un concreto fondamento economico, giacché le volumetrie disponibili sono già ben superiori alla domanda anche turistica di alloggio, ha fatto tramontare i precedenti progetti di realizzazione di un parco fluviale protetto (anni novanta).

### Spiagge

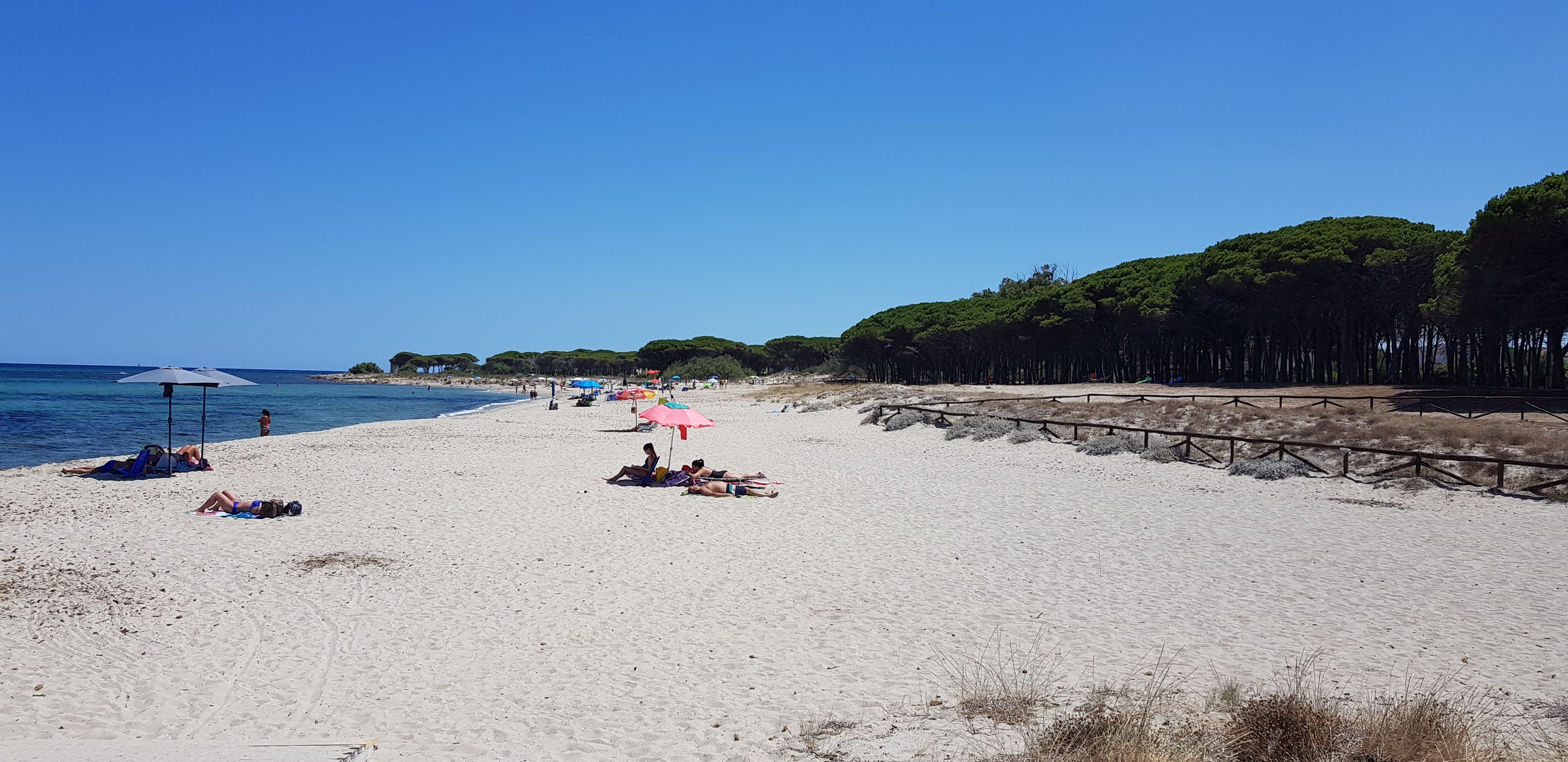
La spiaggia di San Giovanni di Posada

Le spiagge di Posada sono le seguenti (ordinate da nord a sud):
- Spiaggia di Orvile
- Spiaggia di Iscraios
- Spiaggia di Sutt'e Riu (i due pini)
- Spiaggia di Su Tiriarzu
- Spiaggia di San Giovanni (localizzata nella frazione di San Giovanni)

Le spiagge si estendono (dal porto di La Caletta alla punta di Orvile) per circa 5,10 km e sono caratterizzate da un mare con colori tendenti al blu-verde, una morbida sabbia medio-fine e un fondale sabbioso che scende dolcemente per un primo tratto.
Le spiagge di Posada da più di dieci anni ottengono il prestigioso premio delle 5 vele Legambiente.

## Società

### Evoluzione demografica
Abitanti censiti

### Etnie e minoranze straniere
Secondo i dati ISTAT al 31 dicembre 2019 la popolazione straniera era di 218 persone. Le nazionalità maggiormente rappresentate in base alla loro percentuale sul totale della popolazione residente erano:
- Marocco 91
- Romania 47

### Lingue e dialetti
La variante del sardo parlata a Posada è quella logudorese centrale o comune.

## Cultura

### Eventi
Tra le diverse sagre la principale festeggia la Madonna del Soccorso, che cade la prima domenica dopo Pasqua.
Inoltre a Posada si festeggia il patrono, sant'Antonio Abate il 17/01, con una festa in piazza dove si dà fuoco a un unico immenso cumulo di cisto (sardo: "mudregu"), raccolto nei giorni immediatamente precedenti. Il caratteristico rituale prevede tre giri intorno al falò in processione. In seguito si distribuiscono dei dolci tipici, quali "sos cogoneddos" e "s'aranzada", benedetti durante la cerimonia ecclesiastica e rigorosamente fatti a mano dalle signore di Posada. Oltre a questo un piccolo comitato è incaricato di organizzare un "rinfresco" a base di panini con salsiccia arrosto e vino. A fine settembre si svolge anche la sagra campestre nel santuario di San Michele.
Negli ultimi decenni si sono moltiplicate a Posada le iniziative culturali, principalmente volte al recupero di valori di valenza regionale.
Nella letteratura sarda, Posada è sede dell'omonimo famosissimo premio di Poesia. La selezione riguarda opere in lingua sarda, rimate o meno, raggruppate per diverse sezioni.
Nella musica, il "Posada Jazz Project" è stato un riuscitissimo esperimento di promozione di questo genere, consistente nella selezione di giovani talenti jazzistici da premiare con la copertura delle spese di produzione dei rispettivi primi dischi. Dopo diverse edizioni, tutte di successo, e per motivi non noti, la manifestazione è stata soppressa intorno al 1995.

## Economia

### Turismo
L'offerta turistica di Posada si compone di alcuni alberghi e residence e numerosi B&B dislocati in tutto il territorio. È diffusa anche l'affittanza stagionale in abitazioni private. Le località di alloggio sono il centro storico di Posada, le zone periferiche e la borgata di San Giovanni (sul mare).
Oltre alle spiagge di San Giovanni, Su Tiriarzu, Iscraios, Due pini e Orvile, sono oggetto di visita i percorsi fluviali, il lago di Maccheronis nel vicino comune di Torpè, il centro storico, i Nuraghi e la tomba dei giganti.
Il vasto porto de La Caletta (Siniscola) (ca. 500 posti barca), co-gestito insieme al comune di Siniscola, col quale Posada condivide la competenza territoriale, è in corso di adeguamento per la messa in opera di strutture e servizi per diportisti.

## Infrastrutture e trasporti
Nel territorio comunale sono presenti due arterie importanti: la SS 131 DCN e la SS 125.

## Amministrazione
| Periodo         | Periodo         | Primo cittadino        | Partito                          | Carica  | Note   |
| --------------- | --------------- | ---------------------- | -------------------------------- | ------- | ------ |
| 23 aprile 1995  | 16 aprile 2000  | Achille Paolo Calvisi  | liste civiche di centro-sinistra | sindaco | [ 21 ] |
| 16 aprile 2000  | 9 maggio 2005   | Sebastiano Fiori       | liste civiche di centro-destra   | sindaco | [ 22 ] |
| 9 maggio 2005   | 30 maggio 2010  | Roberto Francesco Tola | lista civica                     | sindaco | [ 23 ] |
| 30 maggio 2010  | 31 maggio 2015  | Roberto Francesco Tola | lista civica "Unidos Pro Posada" | sindaco | [ 24 ] |
| 31 maggio 2015  | 26 ottobre 2020 | Roberto Francesco Tola | lista civica "Il Futuro Adesso"  | sindaco | [ 25 ] |
| 26 ottobre 2020 | in carica       | Salvatore Ruiu         | lista civica "#Pasada"           | sindaco | [ 26 ] |

## Sport

### Calcio
La squadra di calcio della città è la Polisportiva Dilettantistica Posada 1966 che milita nel Campionato Regionale sardo di Promozione, girone C, è nata nel 1966.

## Galleria d'immagini

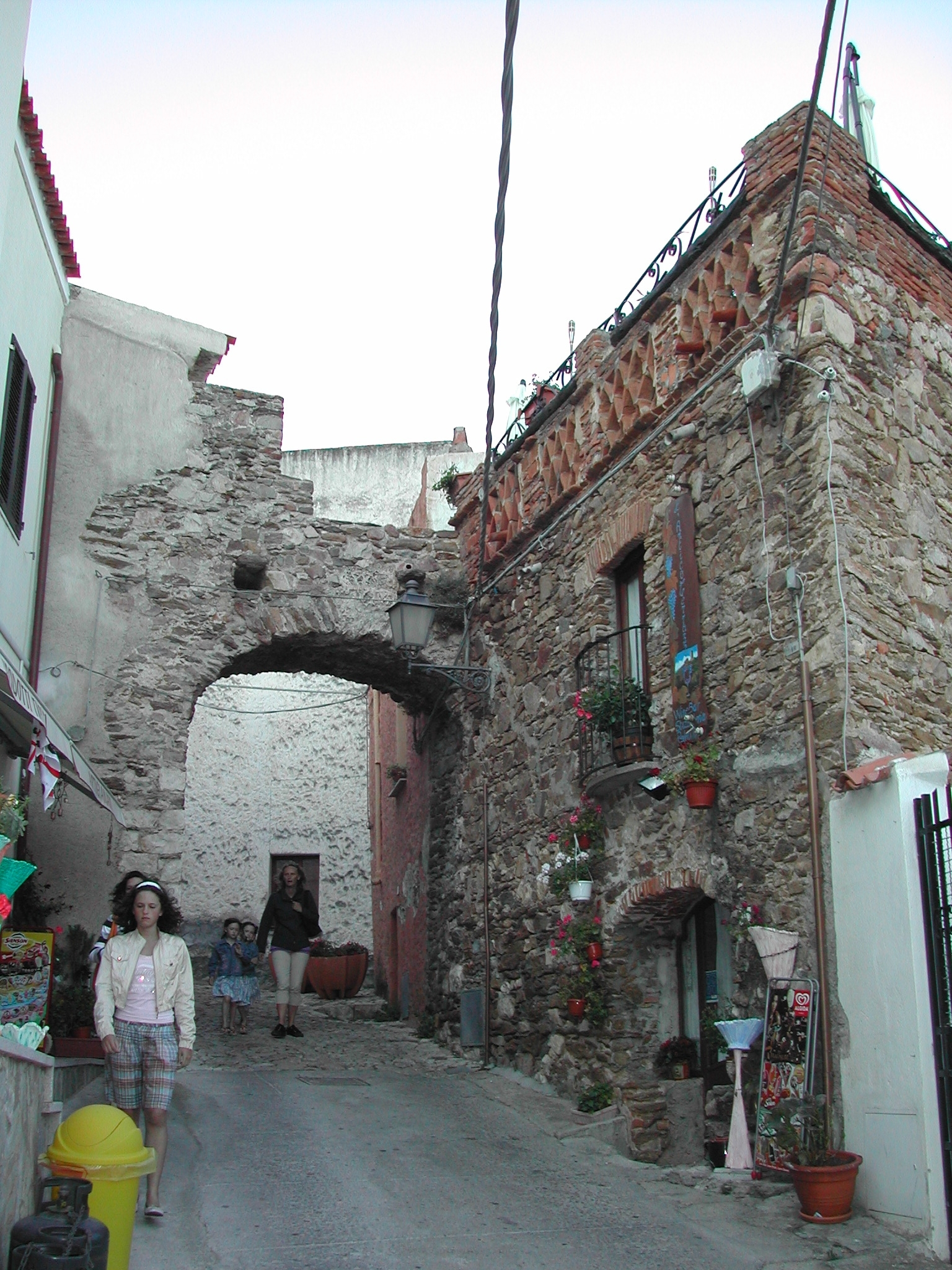
Antica entrata principale
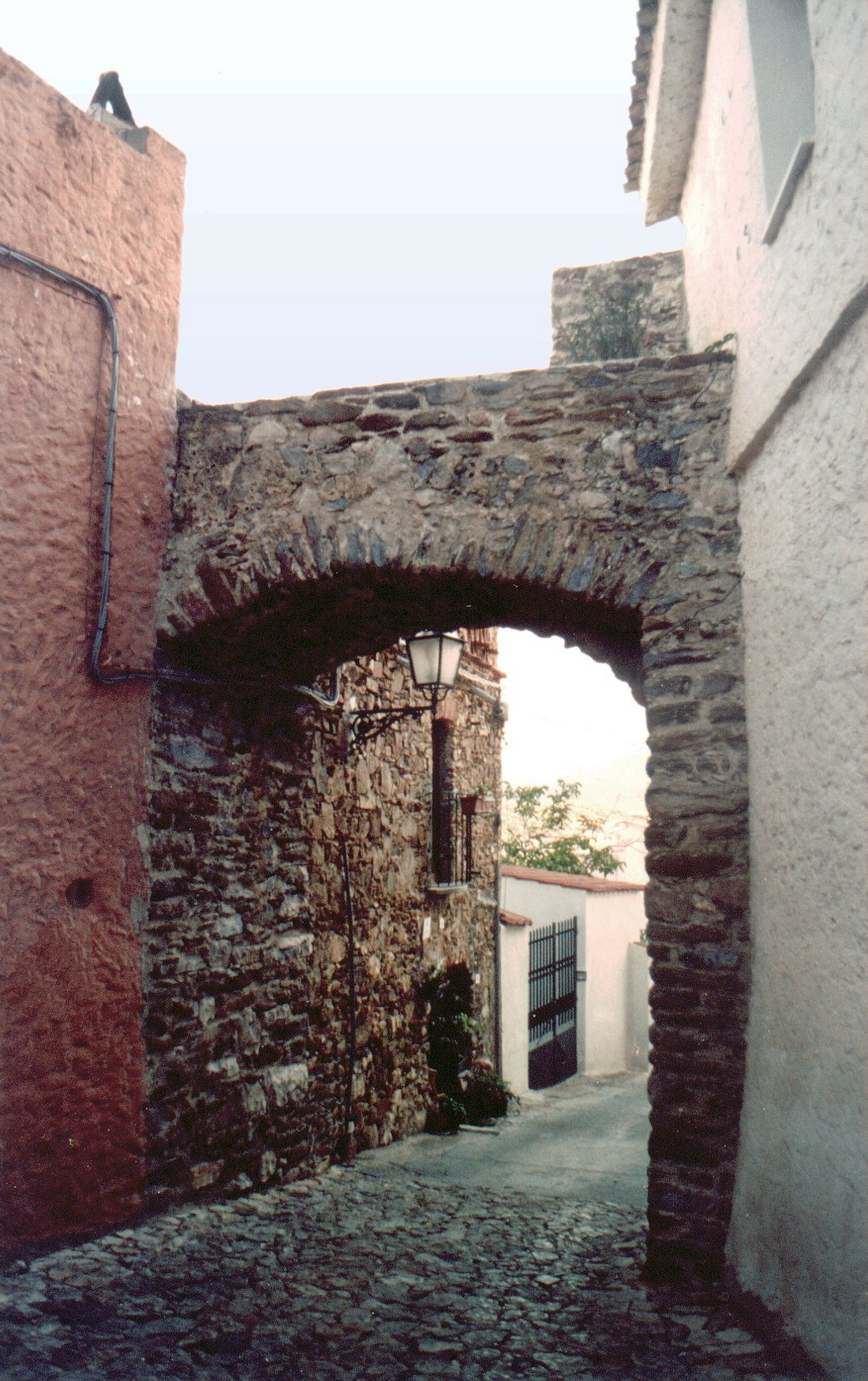
Arco della porta a ponente, vista dall'interno
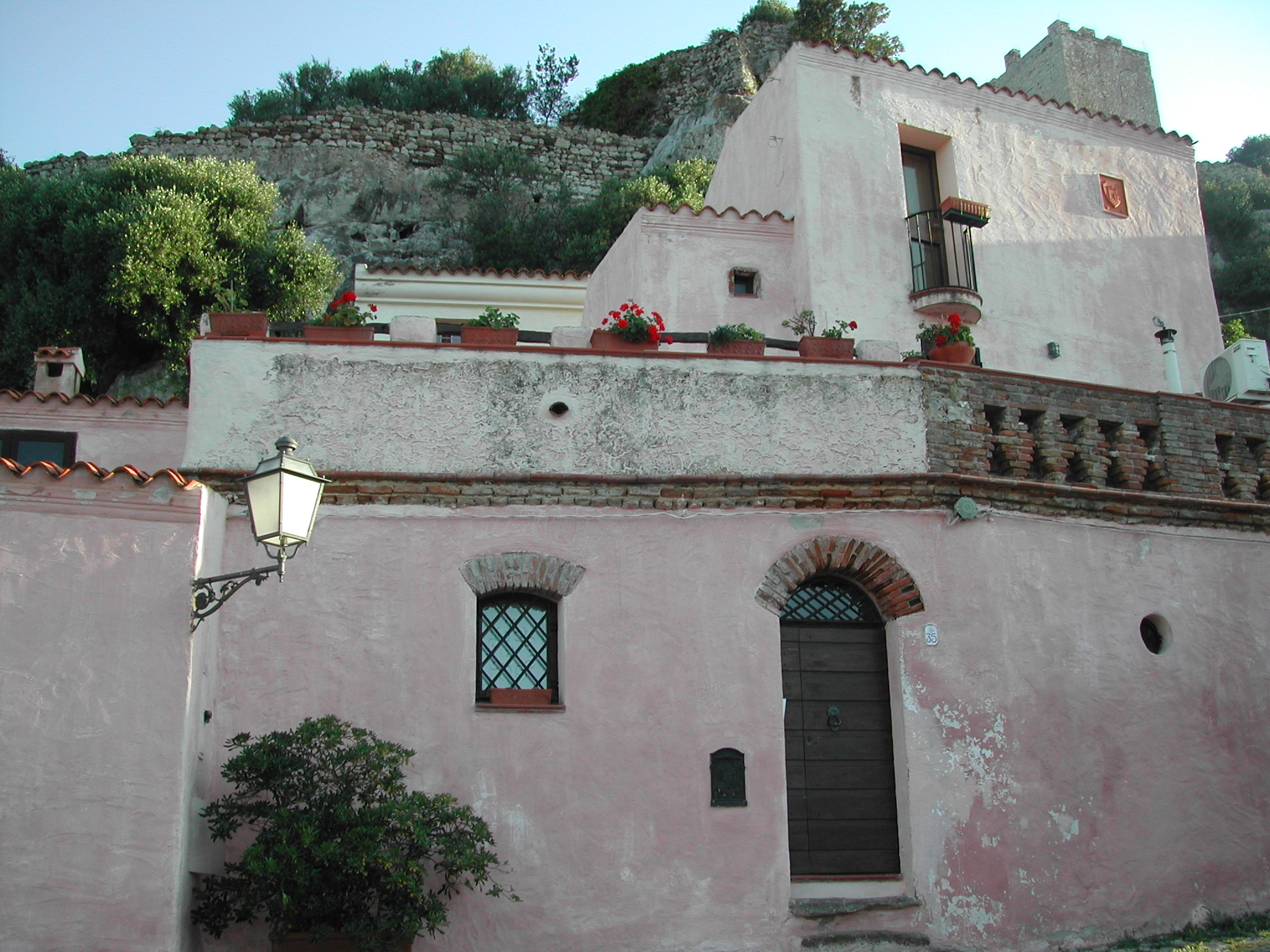
Abitazioni
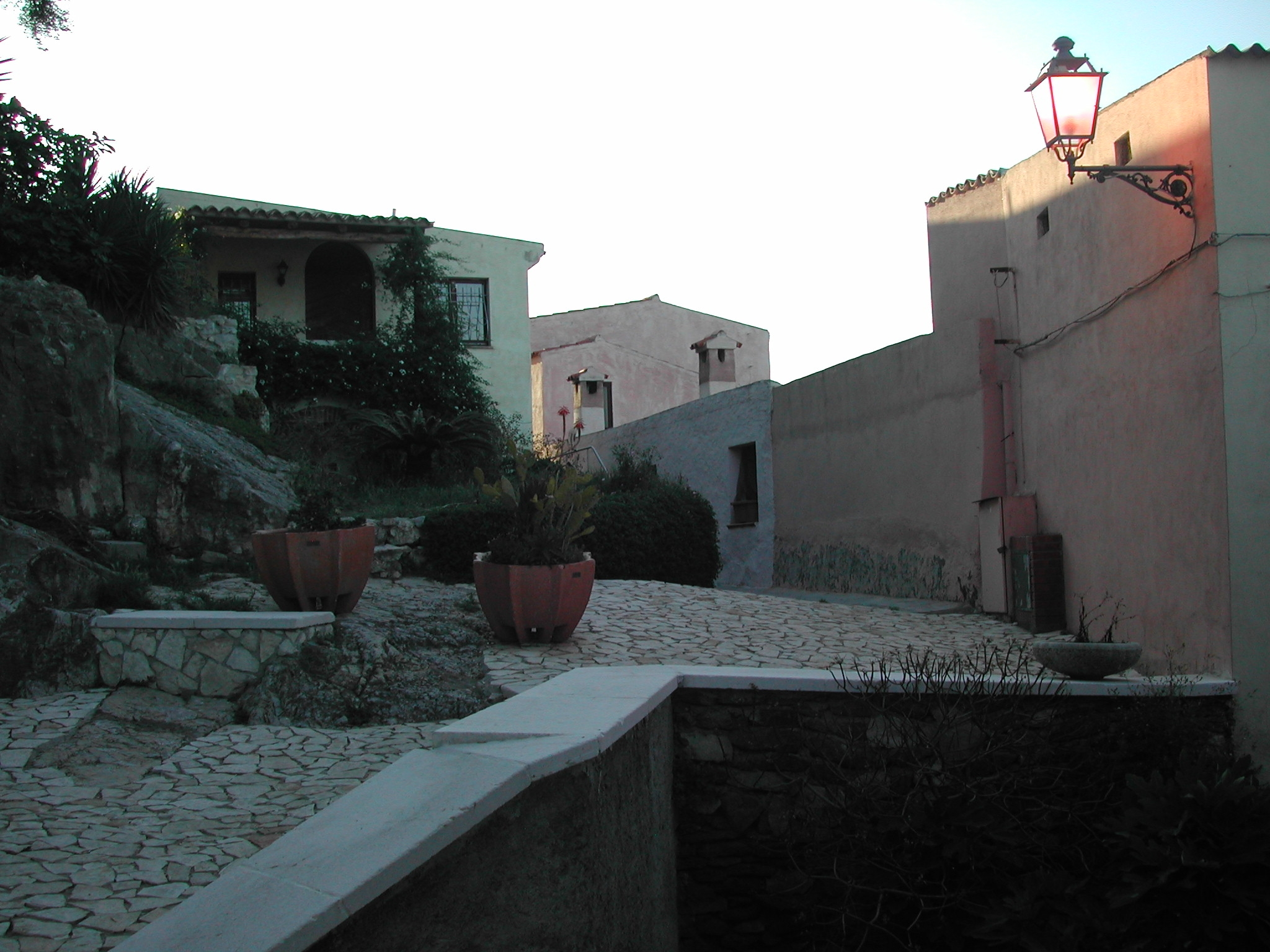
Abitazioni
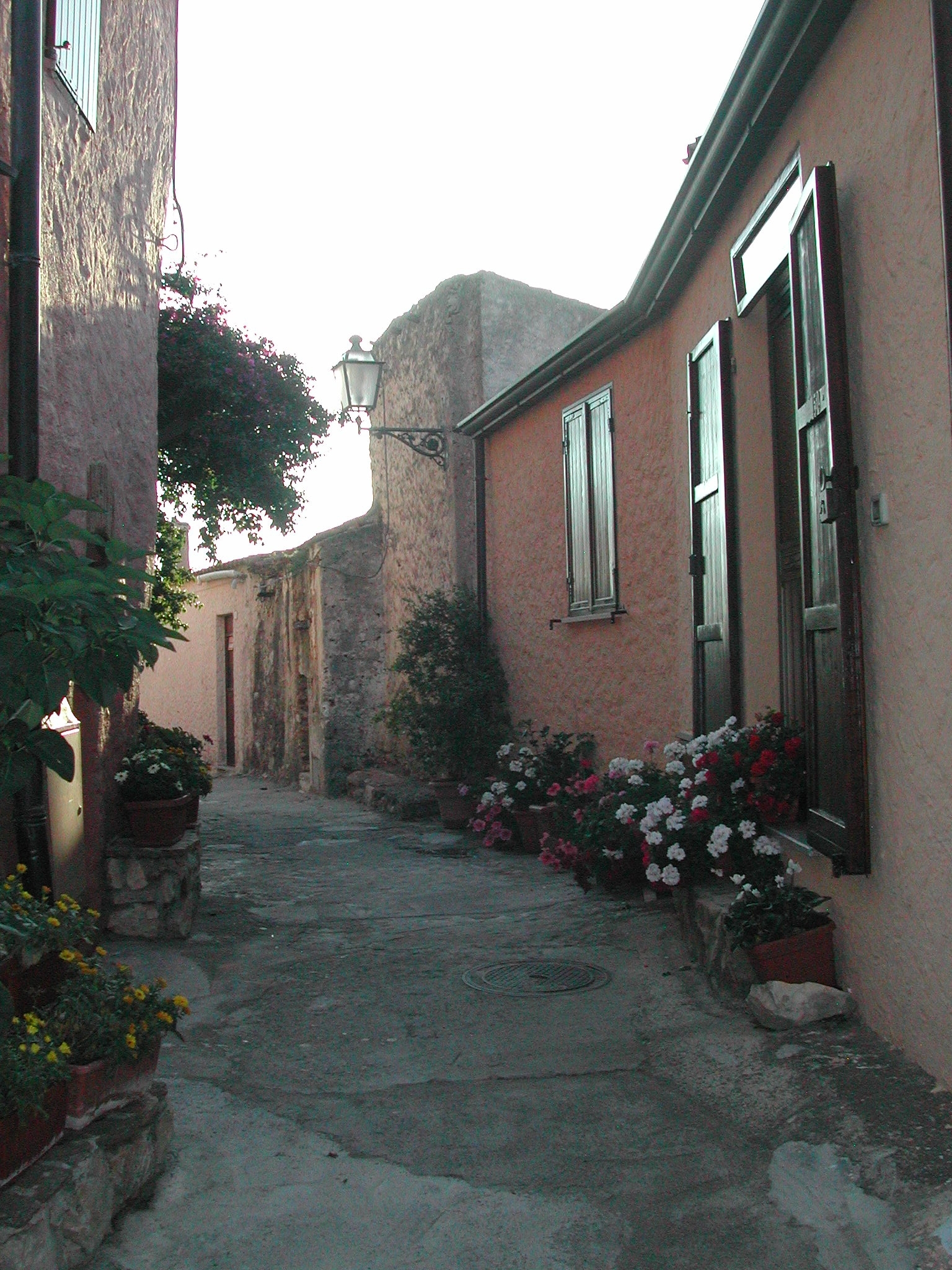
Abitazioni
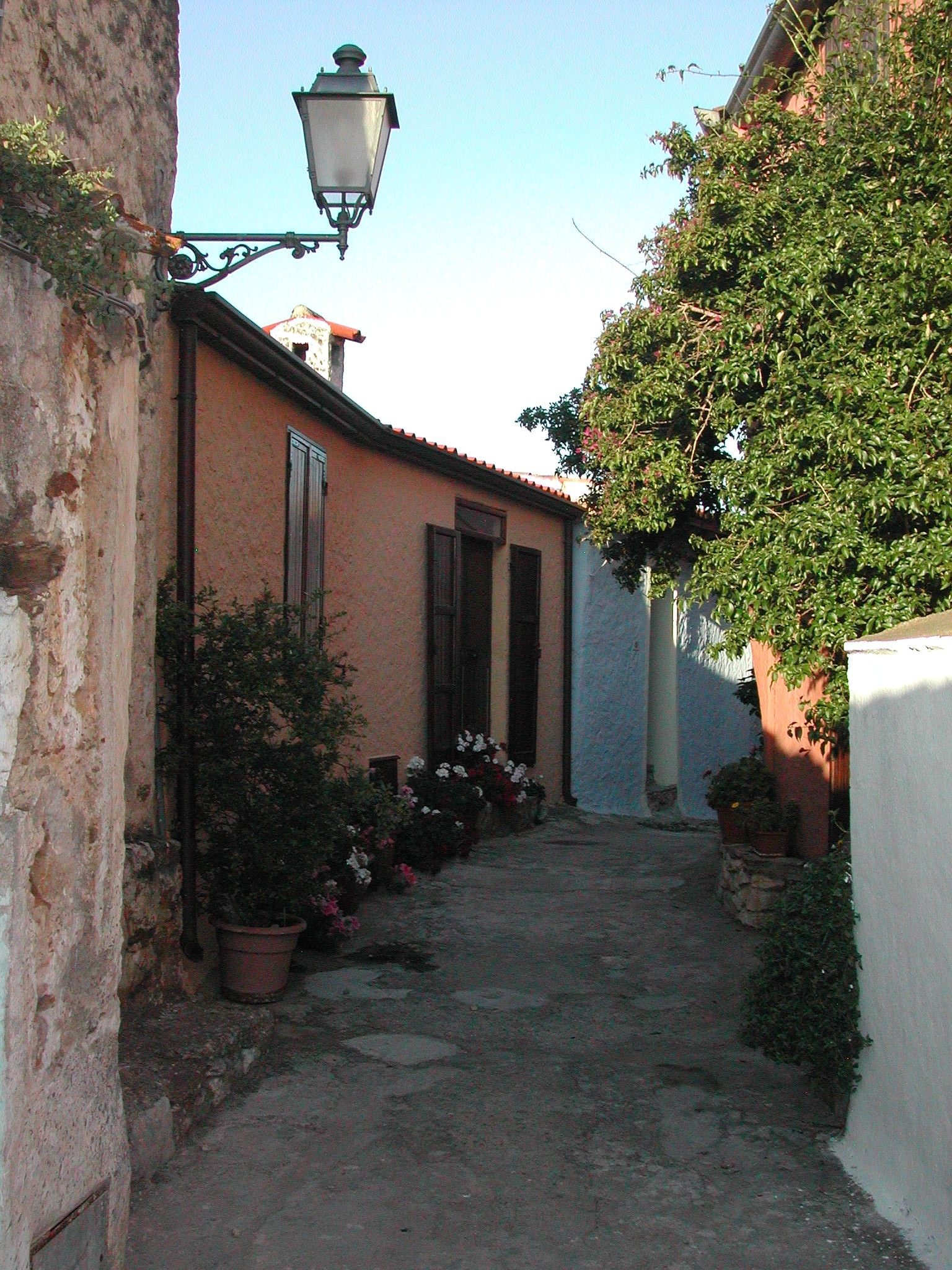
Abitazioni
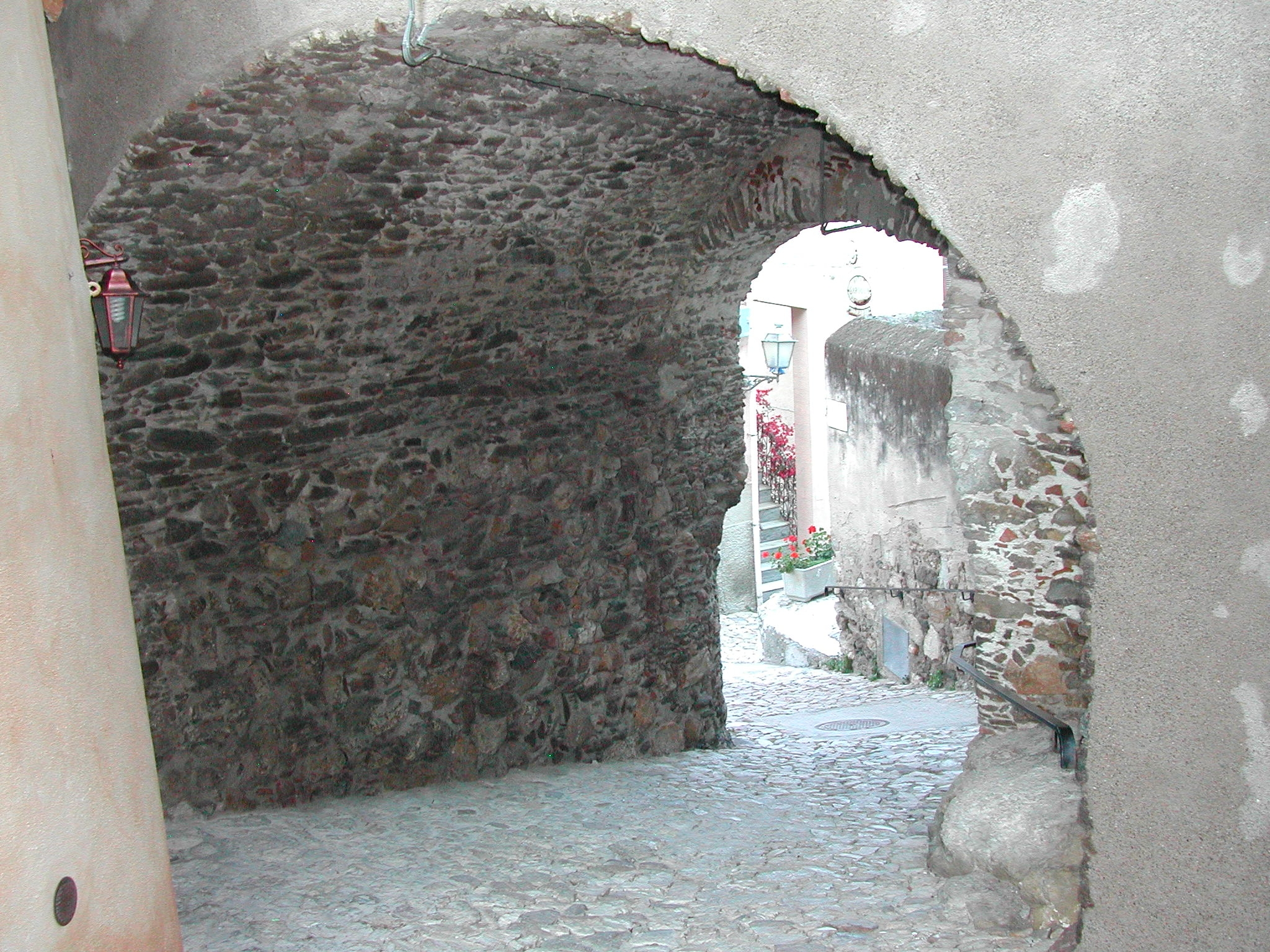
Centro storico (particolare)
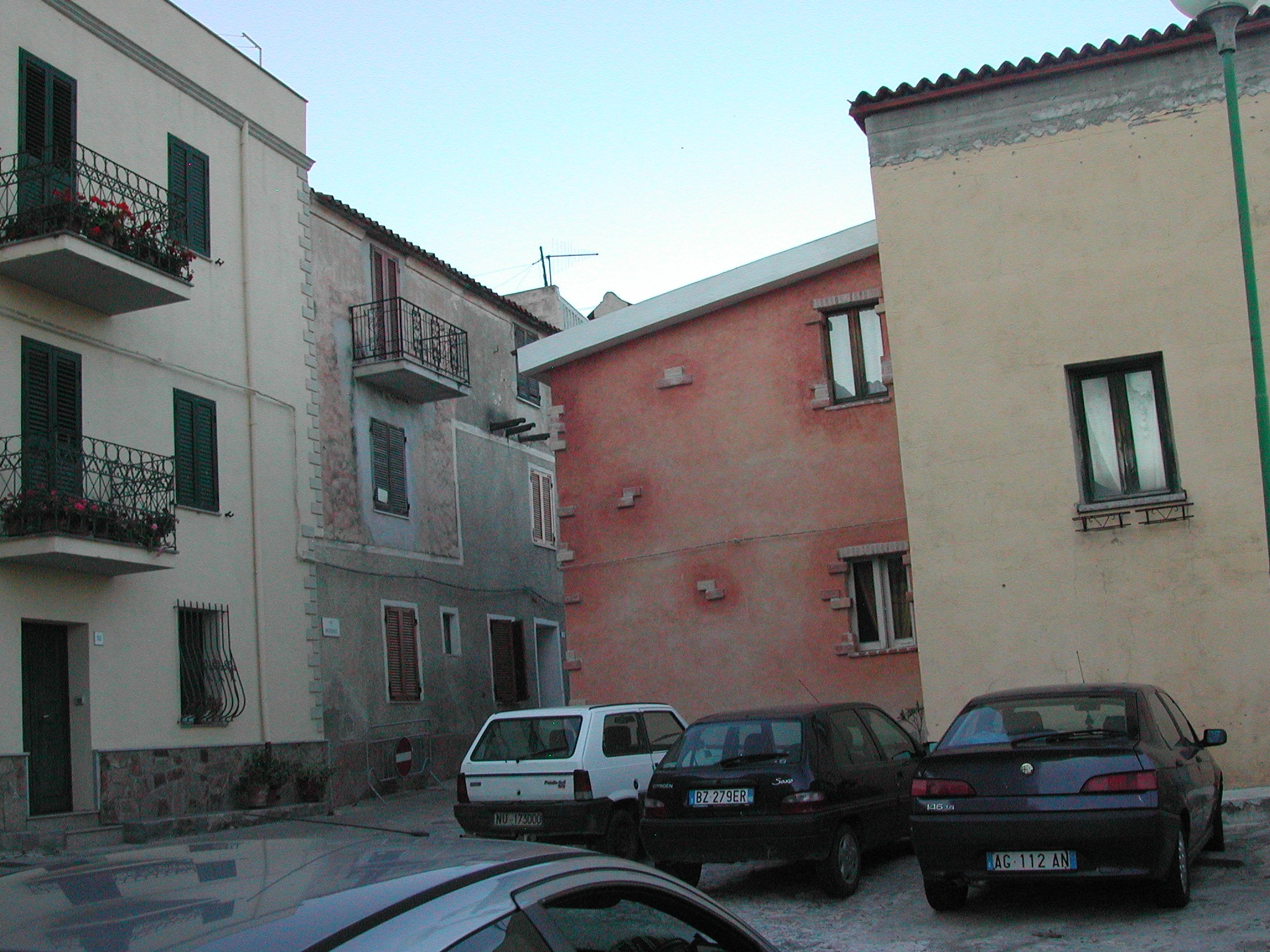
Piazzetta dei Poeti